# Удрешти (Прахова)
Удрешти (рум. Udrești) насеље је у Румунији у округу Прахова у општини Апостолаке. Oпштина се налази на надморској висини од 376 m.

## Становништво
Према подацима из 2002. године у насељу је живело 99 становника, од којих су сви румунске националности.